# Compania Franco–Română de Navigație Aeriană
Compania Franco–Română de Navigație Aeriană, cu acronimul CFRNA, a fost prima companie aeriană din România, prima companie aeriană multinațională și prima companie aeriană transcontinentală.

## Istoric

### Începutul
CFRNA își are originile în anul 1919. În 1919, în tipul discuțiilor premergătoare Tratatului de pace de la Trianon, ministrul român Nicolae Titulescu, discutând cu reprezentantul Franței însărcinat cu dezarmarea, i-a propus crearea unei companii aeriene comune destinată transportului poștal.

### Activitate
În 25 aprilie 1920 lua ființă societatea CFRNA cu capital românesc în valoare de 3 milioane de franci francezi. Consiliul de administrație era compus din: general S. Duval (șef al Marelui Stat Major) - președinte, locotenent aviator Pierre de Fleurieu (cu probleme administrative), aviator Al. Deullin (unul dintre marii piloți francezi însărcinat cu probleme de recrutare și antrenare a personalului de zbor) și ing. I. Bastaki (directorul sucursalei din Paris a Băncii Române „Marmorosch Blank & C-ie”). În 1923, Compania avea deja un capital de 10 milioane de franci.
Legea care a permis înființarea societății este Decretul 3742 din 12 noiembrie 1920 prin care se concesiona societății dreptul de transport aerian de mărfuri și pasageri. Investiția inițială, în valoare de 3 milioane de franci, a fost suportată de bancherul român Aristide Blanck codeținător al Băncii Marmorosch Blanck. Statul francez a contribuit la capitalul societății cu avioane și personal.
Societatea a început să opereze de la Paris, prima destinație fiind Strasbourg.
Prin aceste prime zboruri compania capătă experiență și se extinde rapid. În 1922 s-a realizat un voiaj test între Paris și București pentru a putea realiza toate lucrările necesare în vederea punerii în funcțiune a acestei rute. S-au amenajat aerogări în Praga, Viena, Budapesta, Belgrad capătul liniei fiind la București.
Pentru a fi și mai profitabilă, ruta a fost prelungită până la Constantinopol. La 1 mai are loc primul zbor pe această rută până la Budapesta, a doua zi continuându-se până la Constantinopol.
Linia spre Constantinopol a fost deschisa la 3 octombrie 1922 iar primul zbor complet de la Paris, prin Bucuresti, pana pe aeroportul San Stefano (Istanbul) a fost facut de pilotul CFRNA - Maurice Nogués in 12 noiembrie 1922. Ocazia completarii liniei aeriene pe intregul traseu a prilejuit o serie de evenimente de celebrare ce au avut loc pe Le Bourget - Paris, Bucuresti, Praga, Belgrad si Constantinopol unde au fost instalate monumente comemorative. In Romania, monumentul este amplasat in fata Aerogarii Baneasa. (44°29′46″N 26°04′52″E / 44.496200°N 26.080990°E
Ruta constituia o alternativă la celebrul Orient Express. Pentru a fi mai eficientă, compania a început să efectueze zboruri de noapte, reducând astfel timpul necesar unei călătorii.

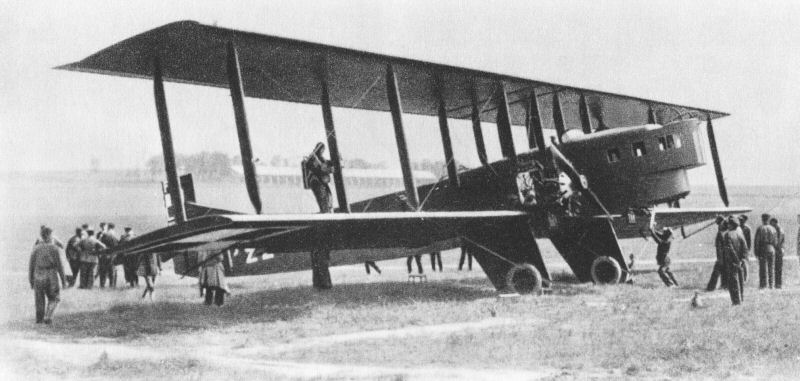
Farman Goliath

În 1925, orașul Galați a devenit prima destinație internă românească pentru linia aeriană, în urma unui experiment care a durat 62 de zile, pentru a se verifica rentabilitatea liniei. Pe timpul experimentului linia a fost deservită de avioane Potez XV și piloți militari aflați sub comanda Direcției Aviației Civile, subordonate Ministerului de Război. 
Anul următor, în 24 iunie, are loc prima cursă internă oficială a CIDNA (Compania Internațională de Navigație Aeriană), noua denumire a CFRNA, pe ruta București – Galați – Iași – Chișinău.

### Sfârșitul
În 1 ianuarie 1925 CFRNA se reorganizează și devine CIDNA (Compania Internațională de Navigație Aeriană). 

Activitatea societății CIDNA s-a încheiat în pe data de 5 august 1933, când a fost înglobată în compania Air France . 
Ea a lăsat o moștenire ce se continuă în secolul al XXI-lea în Franța prin Air France și în România prin Tarom.

## Accidente
Între 1920 și 1930 120 de piloți au lucrat pentru CFRNA, 16 dintre ei plătind cu viața.
- La 30 octombrie 1923 pe aerodromul Băneasa a fost accidentat aparatul Caudron C.61 înmatriculat F-AFCN acesta fiind reparat în atelierele societății de pe aeroport. Nu se cunosc date despre soarta pasagerilor.
- Tot pe aerodromul Băneasa a fost accidentat aparatul Caudron C.61 înmatriculat F-AFCR dar nici despre acest accident nu se cunosc alte date.
- Un accident a avut loc la 3 iulie 1926 în Cehoslovacia. Avionul de tip Caudron C.61 înmatriculat F-AFBT zbura pe traseul Paris - Praga - Budapesta. Acesta zbura la o înălțime mai mică decât cea sigură și a lovit un munte. În urma impactului, toți cei 6 pasageri împreună cu pilotul au murit.

## Rute

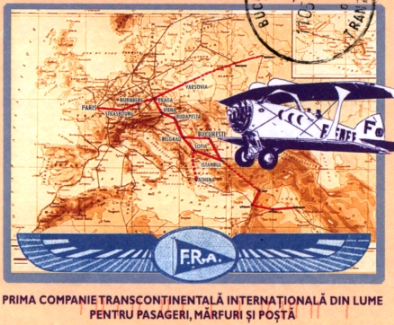
Destinațiile CFRNA

Iată mai jos rutele de zbor și principalele date de punere în circulație, pe tronsoane, a primelor curse aeriene:
- 20 septembrie 1920: Paris - Strasbourg
- 7 octombrie 1920: Strasbourg - Praga
- Paris-Praga-Varșovia (prima cursă pe relația Praga - Varșovia a avut loc pe data de 12 aprilie 1921)
- Paris-Praga-Viena-Budapesta (prima cursă pe relația Praga - Viena - Budapesta a avut loc pe data de 1 mai 1922)
- 12 septembrie 1922: Budapesta - București
- București-Belgrad
- Paris-Strasbourg-Praga-Viena-Budapesta-Belgrad-București-Constantinopol (prima cursă pe relația București - Constantinopol a avut loc pe data de 12 noiembrie 1922)

## Flota
- Caudron C.61
- Caudron C.81
- Bleriot-Spad S.33
- Bleriot-Spad S.46
- Potez XV
- De Havilland DH.9 -modificat la Arsenalul aeronautic